# Scyphoproctus somalus
Scyphoproctus somalus är en ringmaskart som beskrevs av Cantone 1976. Scyphoproctus somalus ingår i släktet Scyphoproctus och familjen Capitellidae. Inga underarter finns listade i Catalogue of Life.